# Кальцийдиникель
Кальцийдиникель — бинарное неорганическое соединение
никеля и кальция
с формулой NiCa2,
коричневые кристаллы.

## Получение
- Сплавление стехиометрических количеств чистых веществ[1][6]:

{\displaystyle {\mathsf {2Ni+Ca\ {\xrightarrow {900-1000^{o}C}}\ CaNi_{2}}}}

## Физические свойства
Кальцийдиникель образует коричневые кристаллы
кубической сингонии,
пространственная группа F d3m,
параметры ячейки a = 0,7256 нм, Z = 8,
структура типа димедьмагния MgCu2
 (фаза Лавеса).
Соединение образуется по перитектической реакции при температуре 1035°С (865°С; 897°С; 1014°С).